# 290 av. J.-C.
Cette page concerne l'année 290 av. J.-C. du calendrier julien proleptique.

## Événements
- 8 avril (21 avril du calendrier romain) : début à Rome du consulat de Publius Cornelius Rufinus et Manius Curius Dentatus[1].
  - Rome occupe le Samnium. Après la perte de leurs alliés, les Samnites sont obligés de signer un traité de paix mettant fin aux guerres samnites[2].
  - Le général Manius Curius Dentatus soumet les Sabins. La Sabine est incorporée au territoire de Rome et les Sabins reçoivent la citoyenneté romaine sine suffragio. M. Curius Dentatus occupe le Picenum jusqu’à l’Adriatique[1]. La conquête de l’Italie centrale est achevée. Le territoire de Rome est de 8 300 km²[3].
- Printemps : Démétrios épouse Lanassa, héritière de l’île de Corcyre, fille d’Agathocle, qui a quitté le roi d’Épire Pyrrhus (date probable)[4].
- Septembre[5] : 
  - Hymne ithyphallique en l’honneur de Démétrios[6] chanté par les Athéniens à l’instigation de Stratoclès, à l’occasion de la célébration des mystères d'Éleusis. Le roi de Macédoine est honoré comme un dieu. Il se proclame frère d’Athéna et installe son harem dans le Parthénon[7].
  - Démétrios Ier Poliorcète célèbre les jeux pythiques à Athènes, alors que le sanctuaire de Delphes est contrôlé par les Étoliens[8].

- Début de règne de Kōrei, septième empereur légendaire du Japon (fin en 215 av. J.-C.)[9].